# 卡姆揚卡 (阿爾切夫斯克區)
48°31′29″N 38°46′24″E / 48.52472°N 38.77333°E
卡姆揚卡（烏克蘭語：Кам'янка）是位於烏克蘭東部的村莊，由盧甘斯克州阿爾切夫斯克區的阿爾切夫斯克市鎮負責管轄。該村始建於1715年，面積3.21平方公里，海拔高度101米，2001年人口248，人口密度每平方公里77.3人。